# Суперкубок Андорри з футболу 2009
Суперкубок Андорри з футболу 2009 — 7-й розіграш турніру. Матч відбувся 13 вересня 2009 року між чемпіоном Андорри клубом Сан-Жулія та володарем кубка Андорри клубом Санта-Колома. 
| Володар Суперкубка Андорри 2009 |
| ------------------------------- |
|                                 |
| Сан-Жулія Другий титул          |

## Матч

### Деталі
| 13 вересня 2009 |

| Сан-Жулія           | 2:1      | Санта-Колома |
| ------------------- | -------- | ------------ |
| Рієра 32' Жінос 60' | Протокол | Жіменез 16'  |

| Комуналь д'Айшовалль, Айшовалль |